# Mactòrion
Mactòrion (grec antic: Μακτώριον, llatí: Mactorium) va ser una ciutat de Sicília propera a Gela, esmentada per Heròdot. El nom també el menciona Esteve de Bizanci, que el treu de l'antic historiador Filist.
Heròdot diu que un grup de ciutadans de Gela expulsats de la ciutat la van ocupar fins que van ser acollits altre cop per Telines, ancestre de Geló I. La seva situació no és coneguda però segurament era cap a l'interior, no lluny de Gela, i podria ser la moderna Buetra, a uns 12 km de Terranova (l'antiga Gela).